# Gibbera vaccinii
Gibbera vaccinii är en svampart som först beskrevs av James Sowerby, och fick sitt nu gällande namn av Elias Fries 1849. Gibbera vaccinii ingår i släktet Gibbera och familjen Venturiaceae.  Arten är reproducerande i Sverige. Inga underarter finns listade i Catalogue of Life.